# Азбука вкуса

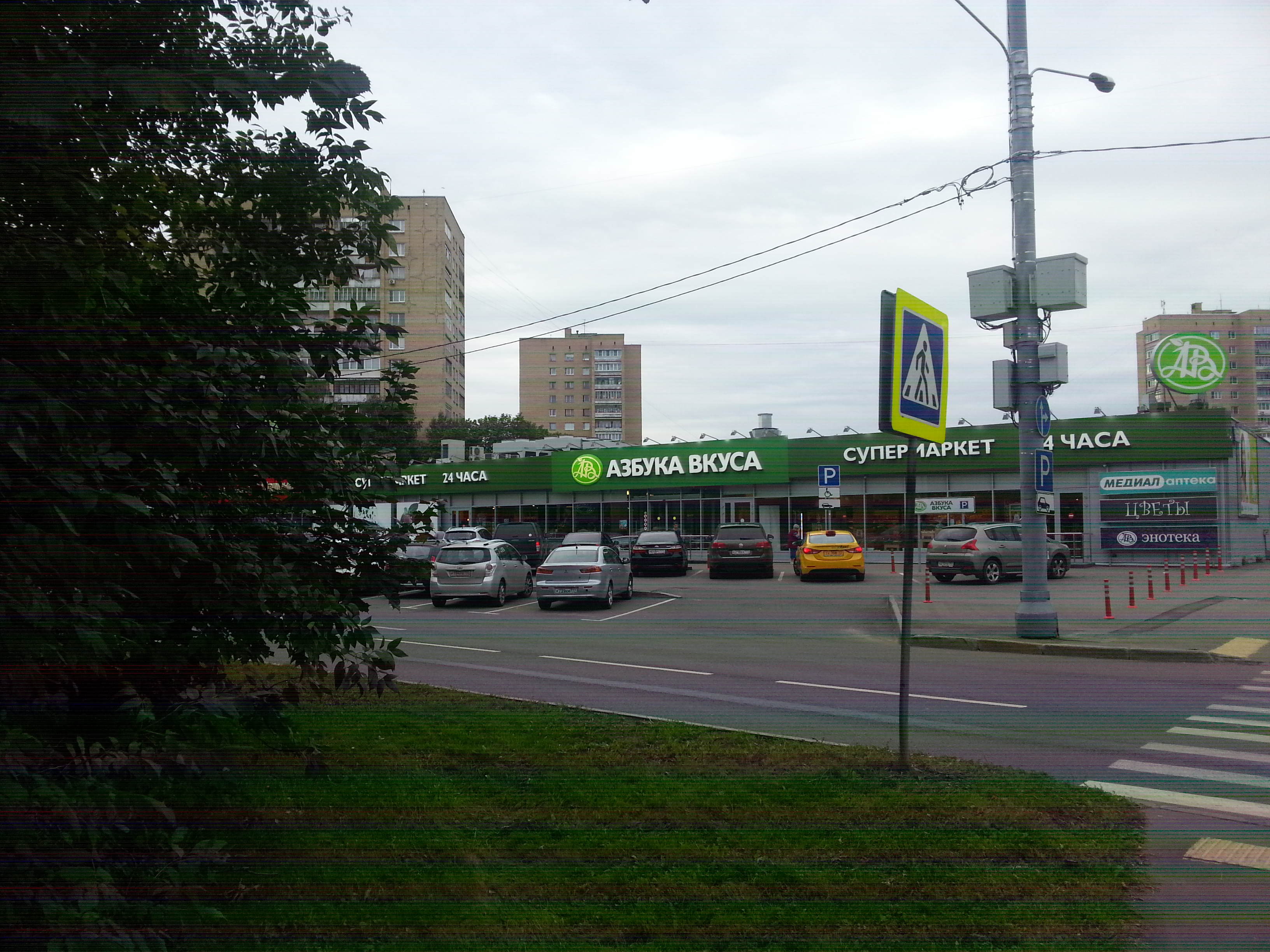
Магазин «Азбука Вкуса» в Зеленограде. 2016 год

«Азбука вкуса» — российская частная сеть продовольственных супермаркетов в Москве, Московской области и Санкт-Петербурге.
Является первой в России компанией фуд-ритейла, получившей сертификат менеджмента качества ISO 9001:2000. Входит в 200 крупнейших частных компаний России по версии Forbes и в топ-100 работодателей России в рейтинге HeadHunter.

## История
В 1991—1992 годы акционерами были зарегистрированы первые юридические лица, на Кутузовском проспекте был открыт первый торговый павильон «Деликатесы». В 1997 году был открыт первый супермаркет под названием «Азбука вкуса».
В 2002 году четыре супермаркета компании были впервые объединены единой концепцией бренда, включавшей корпоративный стиль, обновлённый дизайн интерьеров и подход к ассортименту. В 2007 году ассортиментная матрица компании составила 18 тыс. товарных позиций. В 2009—2010 годах фирменный стиль компании был модернизирован, а супермаркеты прошли редизайн.
В 2011 году сеть супермаркетов «Азбука вкуса» стала членом Ассоциации компаний розничной торговли (АКОРТ).
В 2014 году компания приобрела подмосковную торговую сеть, работающую под торговой маркой Spar, включающую 5 гипермаркетов и 3 супермаркета суммарной торговой площадью около 10 тыс. м² и производственно-складской площадью около 6 тыс. м²; стоимость приобретённой сети оценивалась в сумму 85—105 млн $, а размер сделки по её поглощению — приблизительно в половину этой суммы.
В 2018 году продуктовая сеть «Азбука вкуса» стала реселлером продукции Apple наряду с restore:, объединённой компанией «Связного» и «Евросети» и сотовыми операторами.
В 2019 году совместно со Сбербанком и Visa компания открыла первый в России магазин без касс и продавцов в «Москва-Сити».
В марте 2021 года сеть первой в российском ритейле запустила систему электронных чаевых для сотрудников, в июне заключено стратегическое партнёрство с сервисом «Яндекс.Еда». В сентябре проведён ребрендинг: изменился оттенок цвета логотипа и наборный шрифт. Расширяется сервис всех магазинов сети — click&collect, консьерж-сервис, кафетерии. Будет увеличено количество зон приготовления еды, и, где технически возможно, будут установлены туалеты.
В июне 2021 года стало известно, что «Яндекс» ведет переговоры о покупке сети супермаркетов «Азбука вкуса». В августе того же года сделка по покупке сорвалась из-за высокой оценки актива. Представители обоих компаний отказались комментировать данную информацию.
В июне 2023 году «Азбука вкуса» запустила производство бортового питания для авиакомпаний «Россия» и «Смартавиа».
В августе 2023 года Сбер запустил в «Азбуке вкуса» сервис оплаты по биометрии «Оплата улыбкой».
В апреле 2025 года «Магнит» объявил о покупке контрольного пакета «Азбуки вкуса», а в июле выкупил часть доли миноритариев.

## Собственники и руководство
По состоянию на 2013 год основатели сети Максим Кощеенко и Олег Лыткин контролировали более 50 %. 6,9 % принадлежало 14 топ-менеджерам сети. Остальной пакет находился в руках компании V.M.H.Y. Holdings Limited, владельцами которой являются бывшие владельцы «Экспобанка» — Андрей Вдовин, Павел Масловский и Питер Хамбро, постепенно приобретавшие пакет у двух других сооснователей сети — Олега Трыкина и Сергея Верещагина, окончательно вышедших из состава акционеров к 2011 году. Свыше 12 % сети принадлежало сыновьям Павла Масловского — Юрию и Алексею, а также Кирилла Якубовского, продавшего им свою долю в августе 2014 года.
В 2022 году основателям компании Максиму Кощеенко и Олегу Лыткину принадлежало 42,6 %. Ещё 12 % владело V.M.H.Y. Holdings Limited, 4,4 % находились под контролем топ-менеджмента торговой сети. Остальные 41,1 % принадлежали компаниям Millhouse и Invest AG.
В мае 2025 года 81 % компании купил «Магнит», в июле он довёл свою долю до 86 %. 
Президент сети — Денис Сологуб, председатель совета директоров — Максим Кощеенко.

## Деятельность
На 2025 год в сеть входит 107 супермаркетов «Азбука Вкуса», 59 мини-маркетов «Азбука Daily», 5 гипермаркетов, 3 энотеки. Ранее сеть также развивала проект «AB Бистро». Большая часть магазинов расположена в Москве, часть супермаркетов — в Подмосковье и Санкт-Петербурге. Стандартная торговая площадь супермаркета — 300—800 м².
Выручка за 2020 финансовый год составила 75,2 млрд рублей.
В 2015 году «Азбука вкуса» сертифицировала свое кулинарное производство (фабрика-кухня) в Москве по международному стандарту ISO 22000, а затем область действия стандарта была расширена на хлебопекарное и кондитерское производство компании.